# Christian Terlizzi
Christian Terlizzi, né le 22 novembre 1979 à Rome en Lazio, est un ancien footballeur international italien qui évoluait au poste de défenseur.
Il compte une seule en équipe nationale en 2006, et dispute 130 matchs de Serie A pour 11 buts.

## Biographie

### Carrière internationale
Christian Terlizzi reçoit sa seule sélection avec l'équipe d'Italie alors qu'il joue à la Sampdoria Gênes, le 16 août 2006, à l'occasion d'un match amical contre la Croatie à Livourne (défaite 2-0).
Il porte donc une seule fois le maillot de l'équipe nationale d'Italie en 2006.

## Palmarès
- Avec Teramo Calcio :
  - Champion de Serie C2 en 2002.

- Avec l'US Palerme :
  - Champion de Serie B en 2004.